# Michail Grigorjevič Prechněr

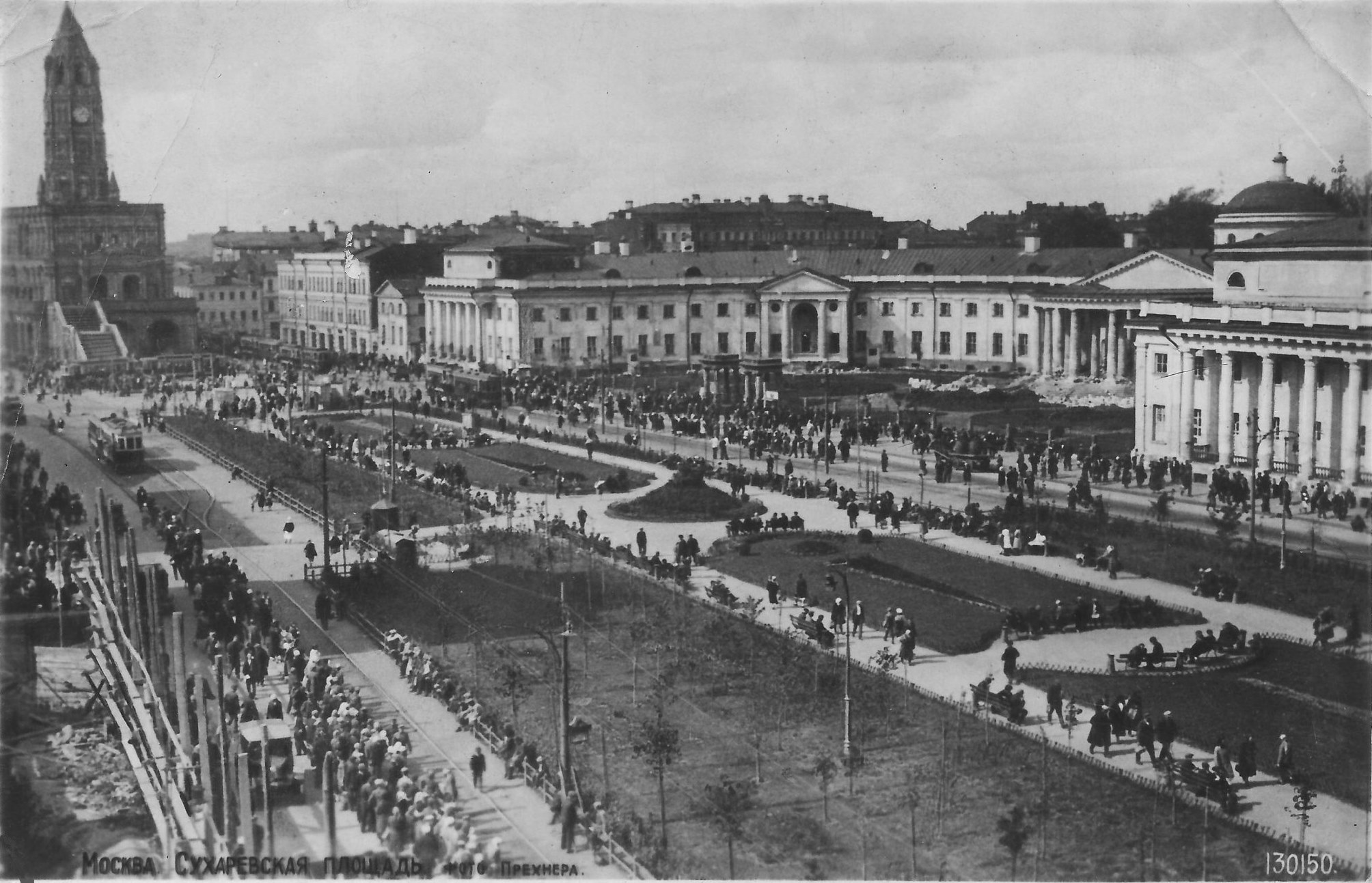
Moskva, Sucharevské náměstí a Sucharevova věž

Michail Grigorjevič Prechněr (1911, Varšava – 1941, Tallinn) byl  sovětský fotograf.

## Životopis
Narodil se v roce 1911 ve Varšavě, v rodině zaměstnance Genricha Borisoviče Prechněra a jeho manželky Rozy Gerškovny (rozené Prejger).
Michail Prechněr se o fotografii začal zajímat již jako školák a již od 17 let začal spolupracovat s novinami a vydavatelstvími.
V poválečném období se osud Prechněrova tvůrčího dědictví ukázal jako nezáviděníhodný: v SSSR ani jedna výstava, ať už osobní nebo kolektivní. Prechněrova díla nebyla reprodukována ani v knihách o dějinách sovětské fotografie. Vyšla pouze jedna časopisecká publikace – k 60. výročí jeho narození a 30. výročí jeho smrti ve válce (Michail Grigorievič zemřel při obranných bojích v Estonsku jako válečný zpravodaj).

## Rodina
- Jeho bratr byl fotograf Max Prechněr (1904–1982).
- Jeho dcera se jmenovala Natalja Michailovna Chrenova.
- Bratranci (z matčiny strany) – Isaak Moisejevič Berklajd (1905–1991), vědec v oboru strojírenství, autor monografií „Senzory a měřicí hlavy“ (1960) a „Řídicí automaty: progresivní prostředky řízení“ ve strojírenství“ (Moskva: Mašgiz, 1961), řada vynálezů; umělec Michail Isaakovič Elcufen (1913–1996). Jeho sestřenicí byla kostýmní výtvarnice Eduarda Isaakovna Elcufen (1911–2003), autorka knihy Udělej si sám kostýmy pro jeviště (1960). Synovec – doktor chemie, profesor Alexander Borisovič Terentjev (1933–2006), manžel neteře – Andrew Marcow, profesor hudby na Royal Conservatory of Music v Torontu (1942–2013).
- Prasynovec slavného kišiněvského rabína Šlomo Zalmana Prejgera.

## Samostatné výstavy
- 2013 – Moskevský dům fotografie, Moskva.

## Galerie

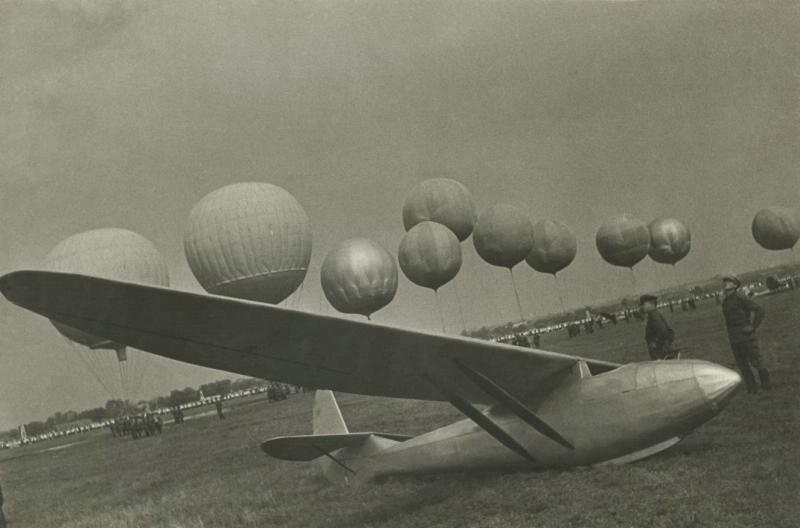
Letecký festival na Tušinském letišti, kluzák G-9, 1935
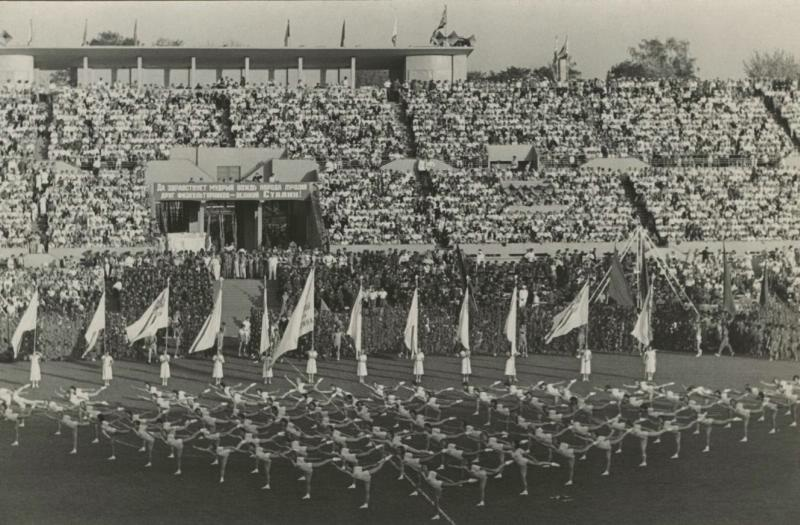
Studenti Institutu tělesné výchovy na stadionu Dynamo, 1935
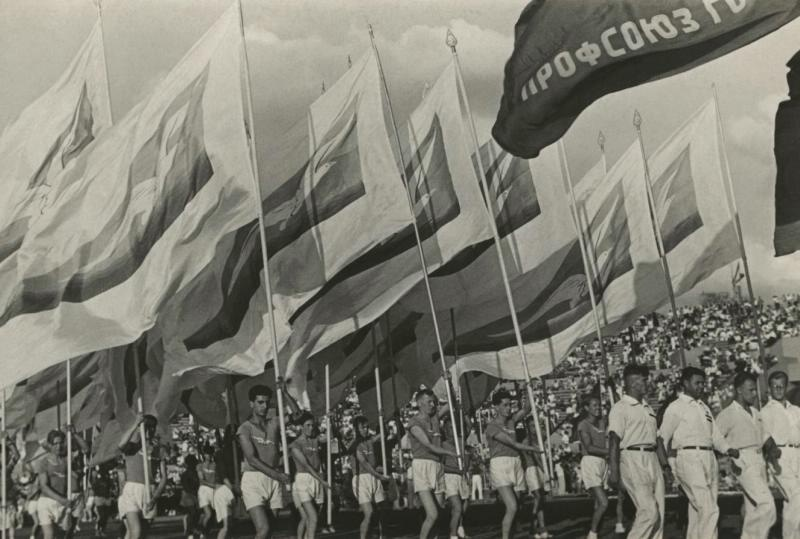
Zástup sportovní organizace Burevestnik na stadionu Dynamo, 1936
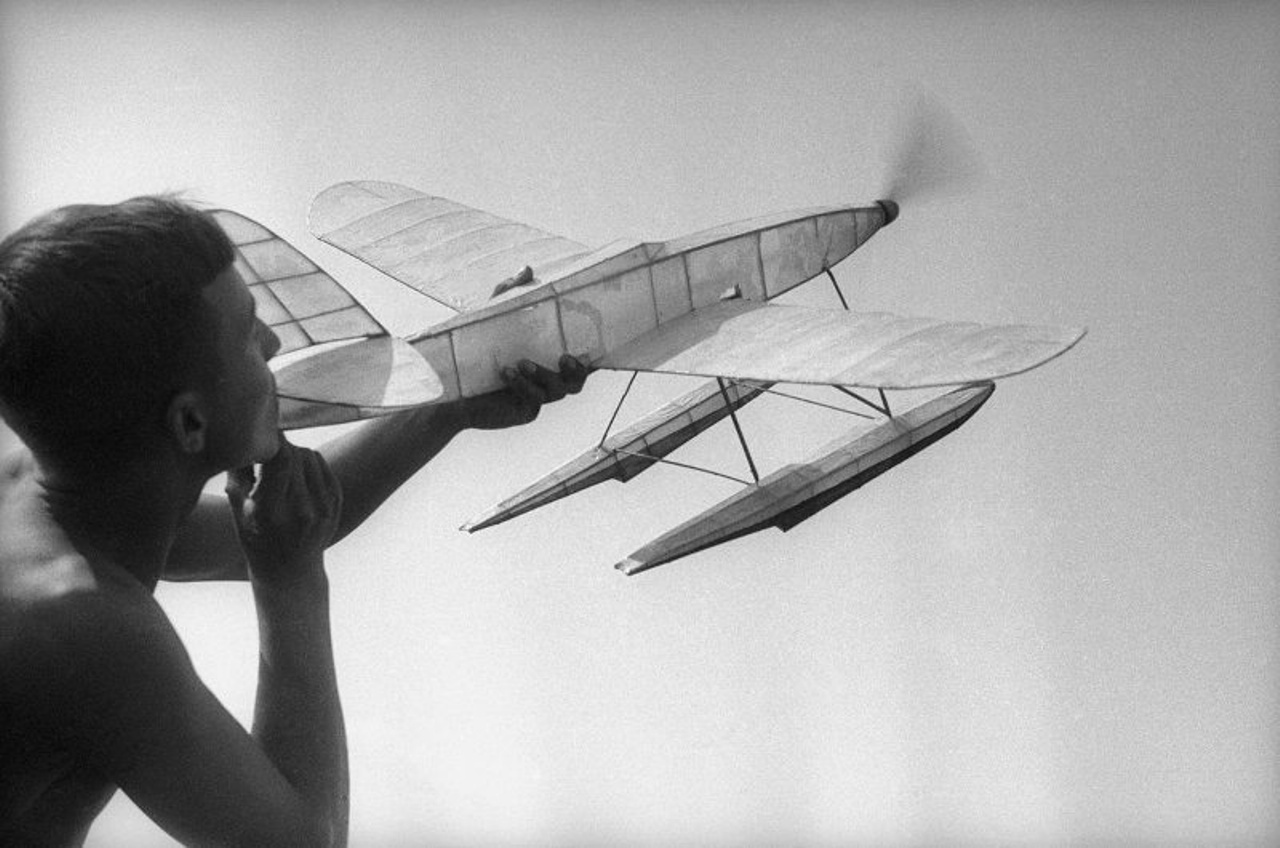
Mladý letecký modelář. Sovětský svaz. Fotografie pro časopis SSSR na strojke pro rok 1935
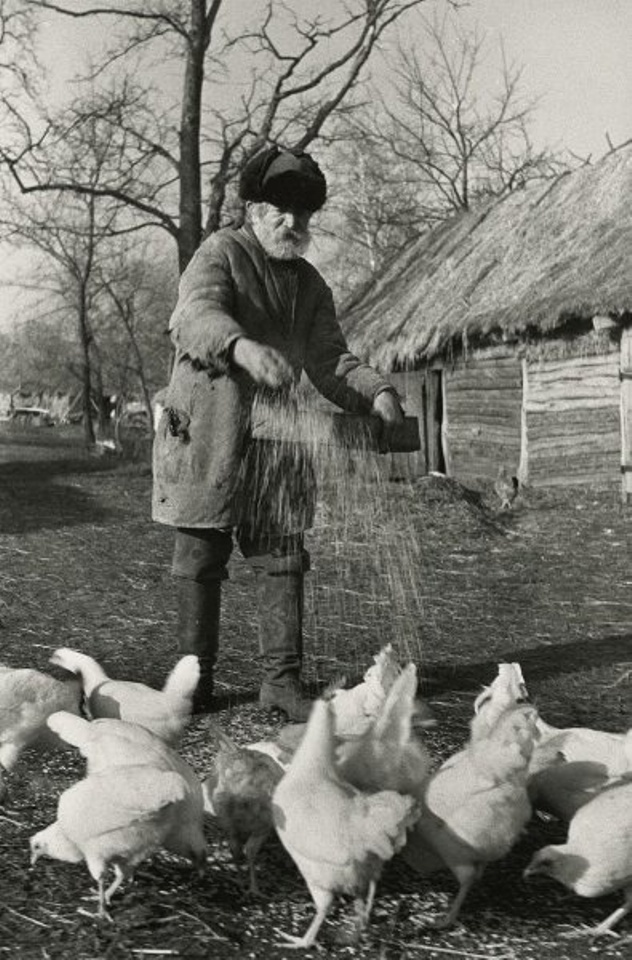
Sedlák krmí slepice, SSSR, 1934
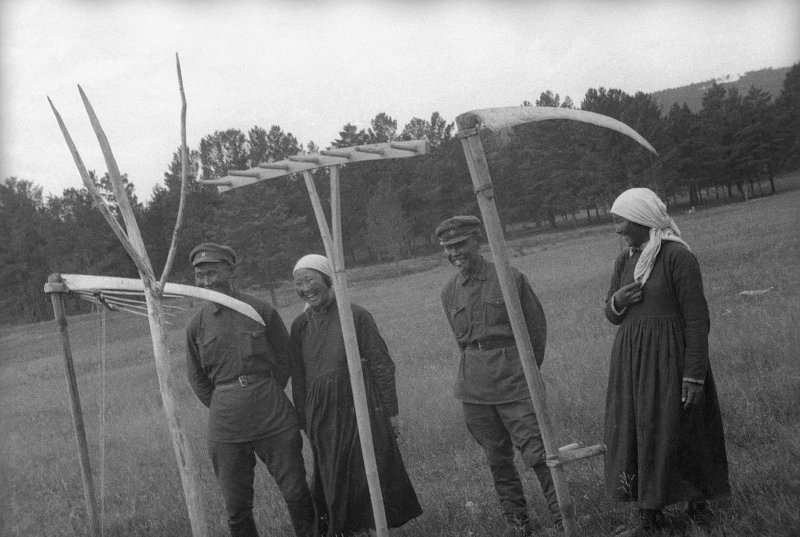
Sekáči, Altajská republika, SSSR, 1934–1935
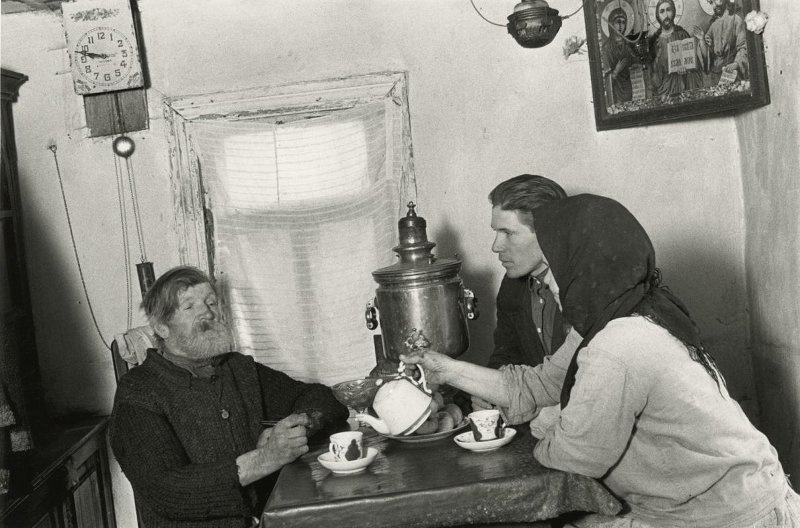
Pití čaje v domě zemědělského družstevníka, 1934
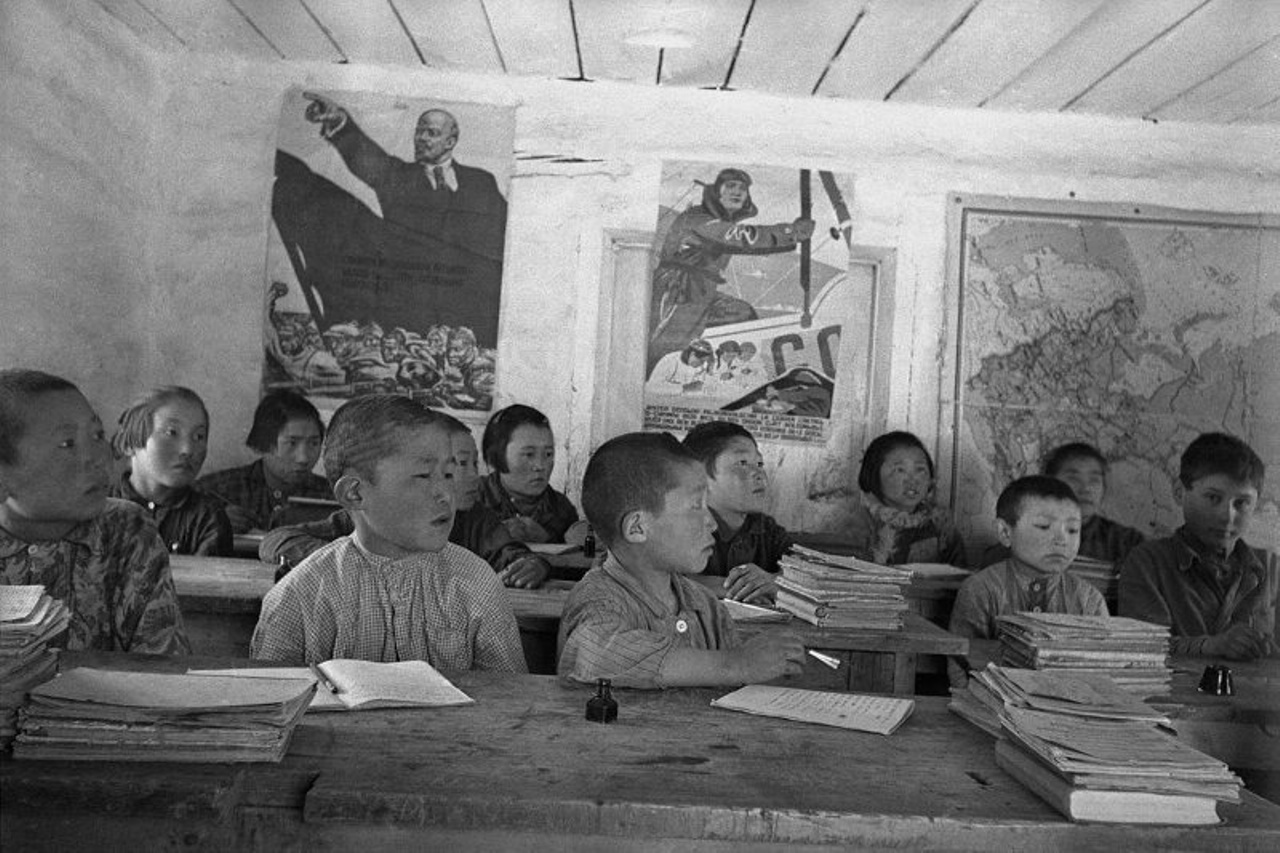
Škola na Altaji, 1934–1935
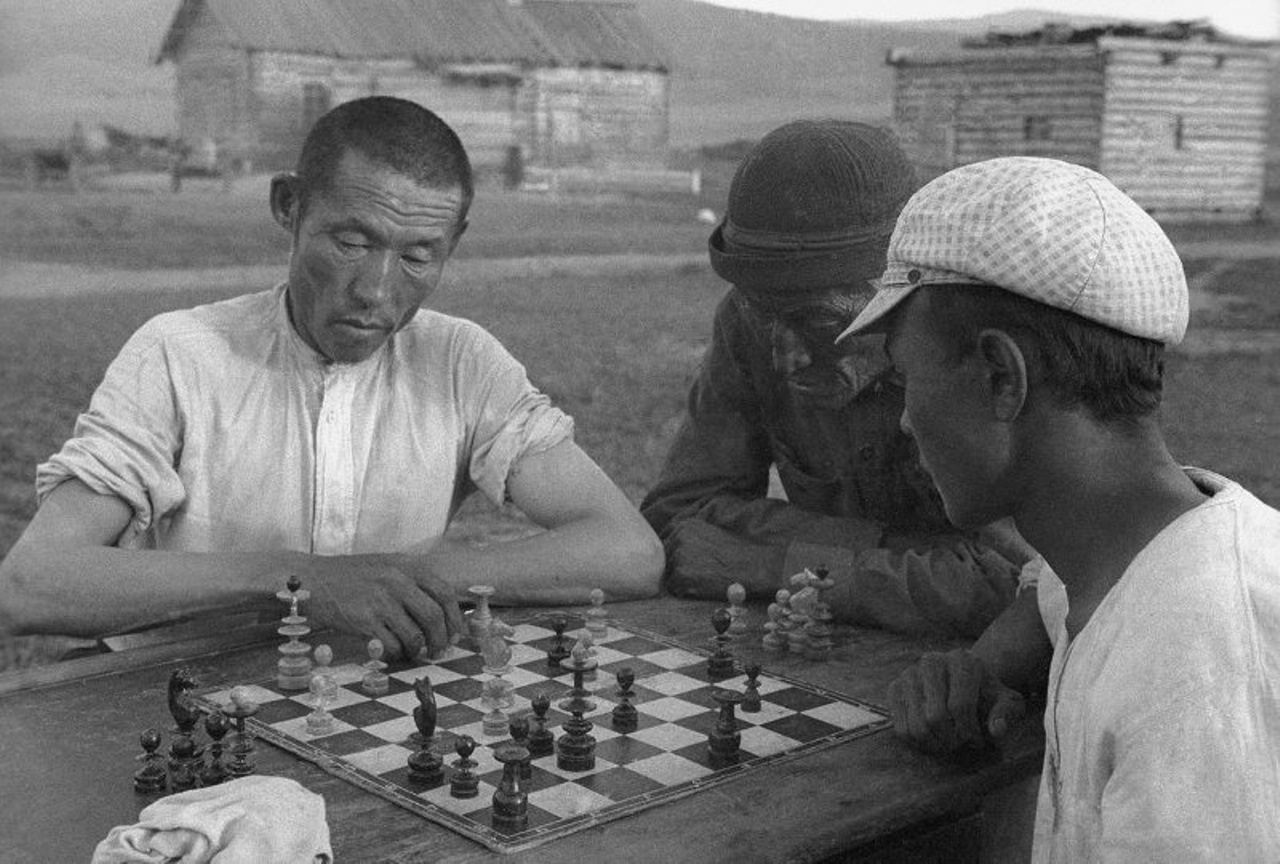
Altajští šachisté, 1934–1935
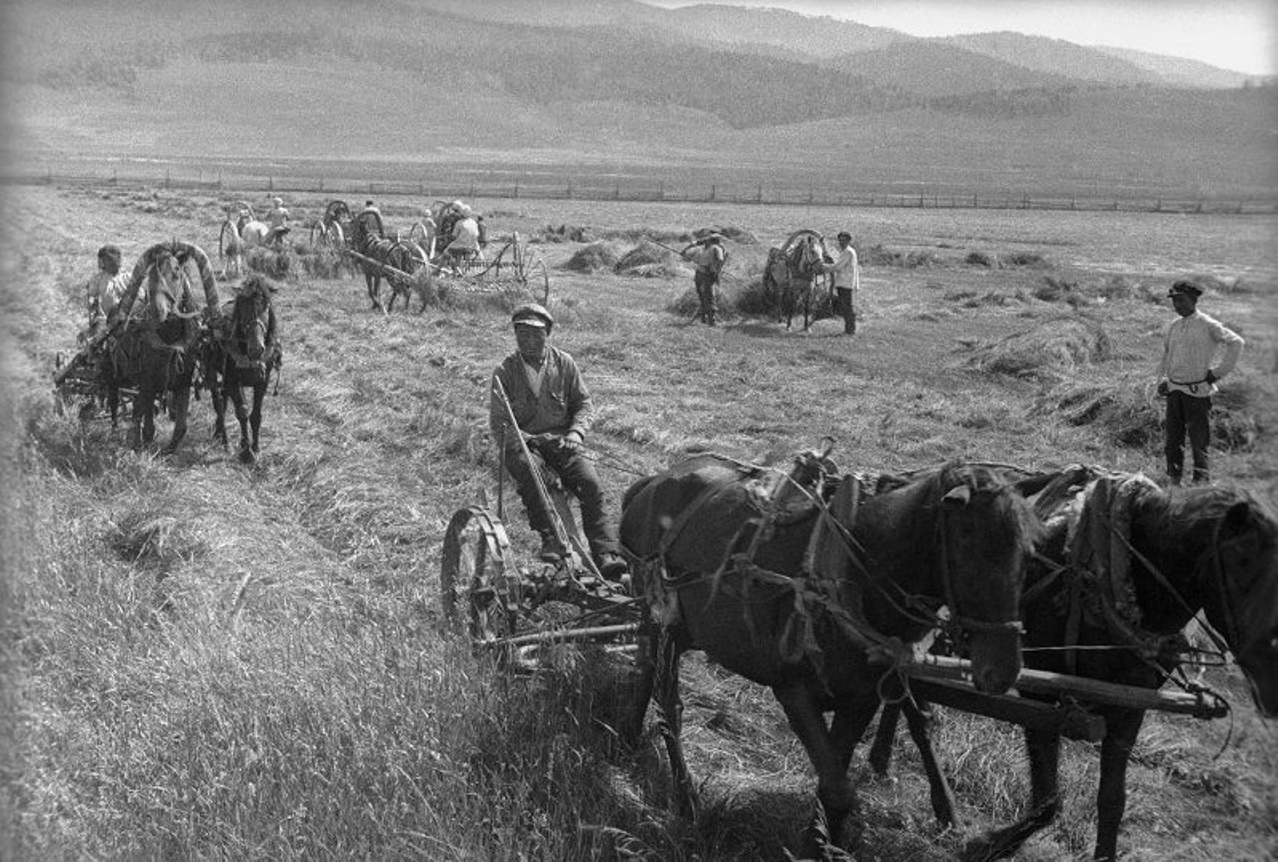
Sklizeň sena, Altaj, 1934–1935
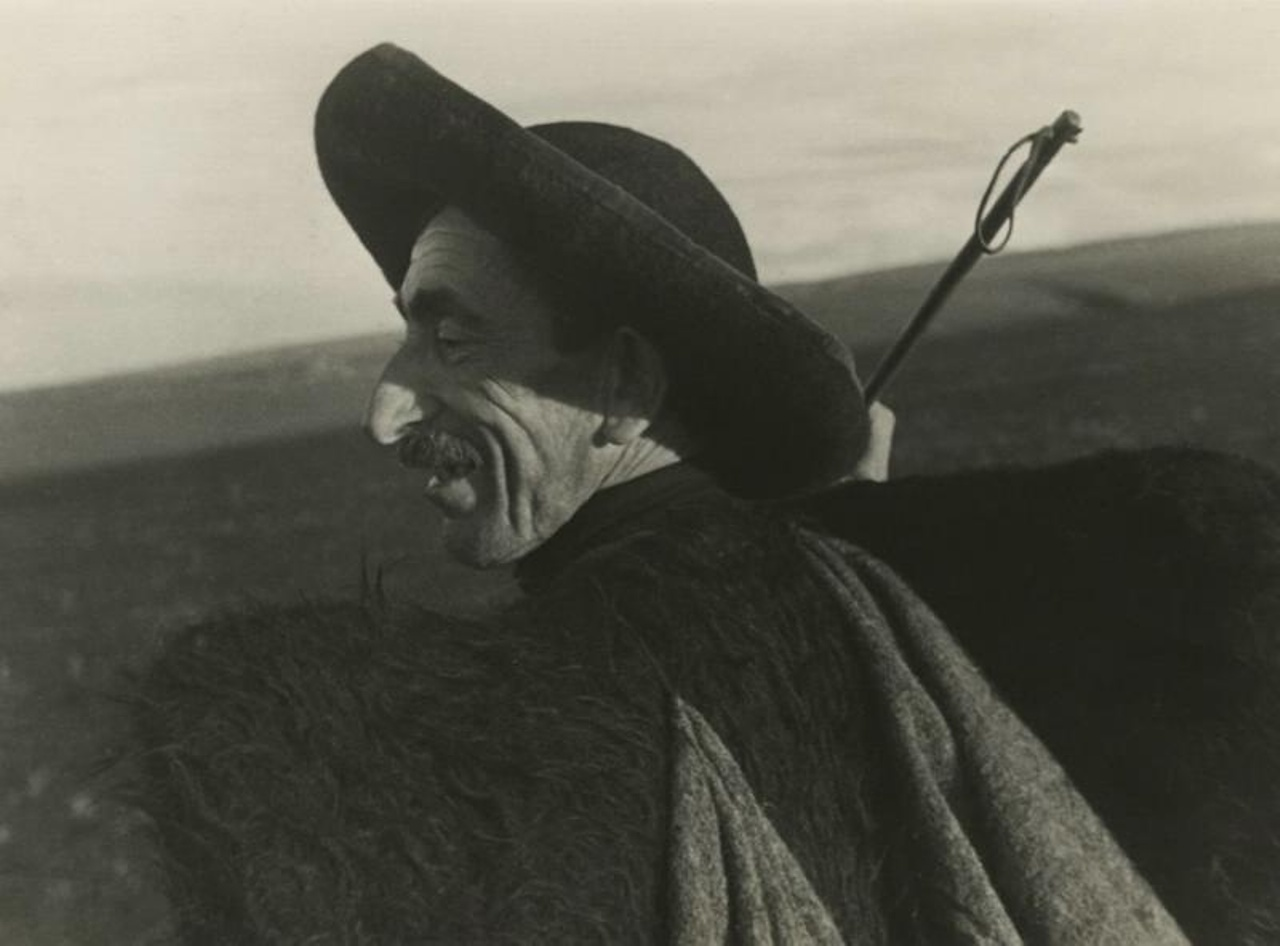
Pastýř v Kabardino-Balkarsku, SSSR, 1934
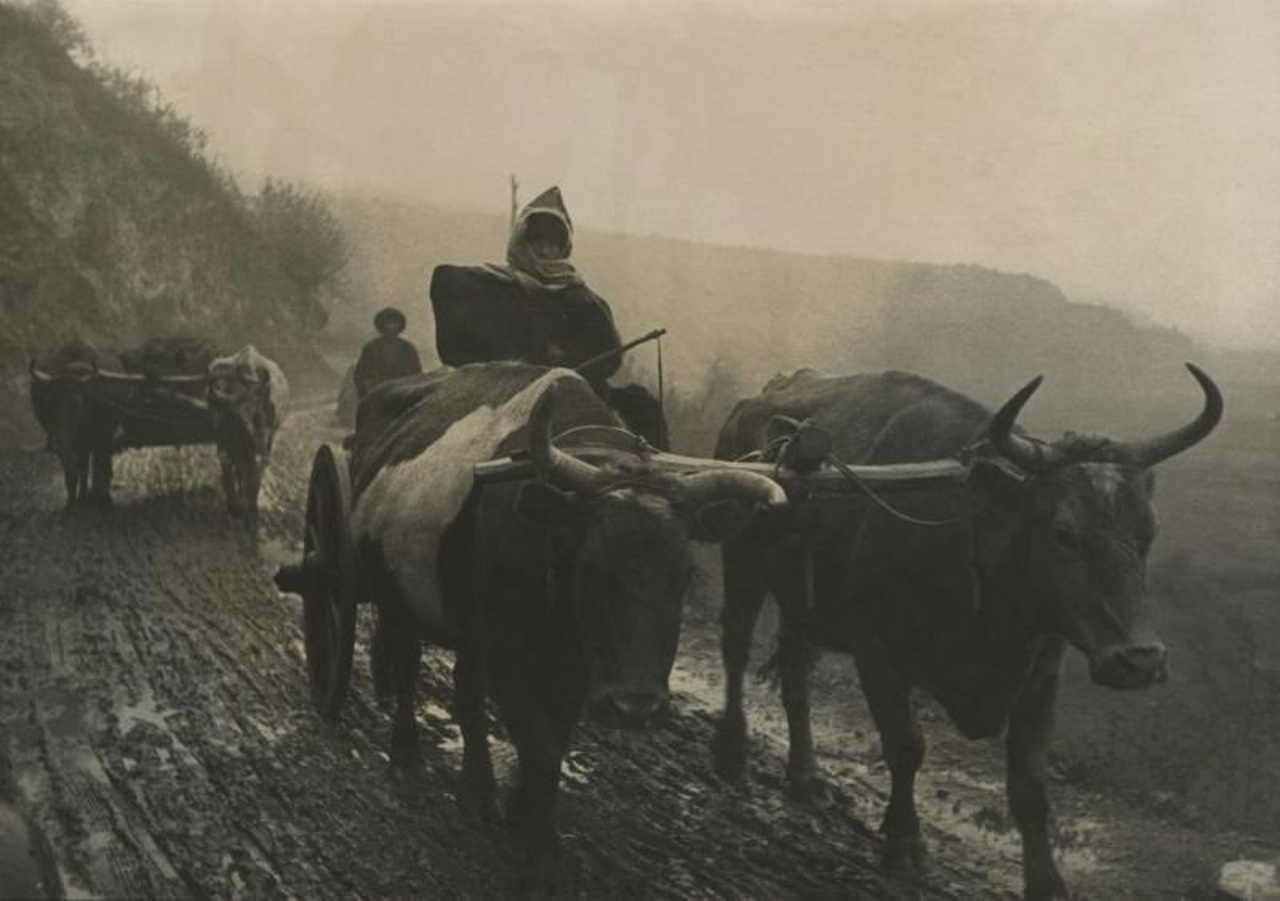
V§z tažený zvířaty v Kabardino-Balkarsku. SSSR, 1934